# Acima das Estrelas
Acima das Estrelas é o álbum de estreia da cantora Shirley Carvalhaes, gravado em parceria com o cantor Wilson de Almeida e lançado no ano de 1977 pela gravadora Rocha Eterna. Estima-se que o Disco Vendeu mais de 150.000 Cópias (Acima Das Estrelas) Foi o Hit do LP.
As 6 primeiras faixas Shirley Carvalhaes interpreta, as demais, o cantor Wilson de Almeida.
Posteriormente, foi relançado pela gravadora Glory Records.

## Faixas
1. "Eu Preciso Falar de Jesus" (Cirino G. Andrade) - 2:49
2. "Muito Obrigado Senhor" (Atila Junior) - 4:51
3. "Seja Deus Louvado" (Carlos Alberto de Souza) - 3:06
4. "Acima Das Estrelas" (Atila Junior) - 2:54
5. "Veja Esta Perto" (Cirino G. Andrade) - 2:34
6. "Não Me Canso de Esperar" (Atila Junior) - 2:31
7. "Maravilhoso é Jesus" (Wilson de Almeida) - 4:26
8. "Saudação do crente" (Eugenio José Maria) - 2:15
9. "Prece" (Wilson de Almeida e Raimundo Nonato) - 3:53
10. "Ao porvir eu quero ir" (Wilson de Almeida e Samuel Barbosa) - 3:22
11. "Não há razão para ser triste" (Wilson de Almeida) - 2:55
12. "Cântico de Vitória" (Wilson de Almeida) - 2:55

## Ficha Técnica
- Direção Artística e Arranjos: José Pio
- Direção Musical: Samuel Barbosa
- Coordenador: Cirino G. Andrade
- Direção Geral: Gerson de Almeida e Eli de Almeida
- Conjunto: Rocha Eterna
- Vocal: Equipe "Avante por Cristo"